# Xanthophyllum obscurum
Xanthophyllum obscurum là một loài thực vật có hoa trong họ Polygalaceae. Loài này được A.W.Benn. miêu tả khoa học đầu tiên năm 1874.